# 阿波克尼河
阿波克尼河（羅馬化：Apokny）是烏克蘭的河流，屬於梅特羅茲利河的支流，河道全長28公里，流域面積156平方公里，河道寬0.5至2米，河谷寬2公里，平均水深0.4米。